# 틴하우역
틴하우역 (天后, Tin Hau)은 홍콩섬 북부 완자이구 코즈웨이베이에 위치한 홍콩 지하철 공도선의 역이다. 역명은 인근의 틴하우사에서 따왔지만, 실제로는 코즈웨이베이 지역의 중심에 위치해 있다. 다만 지하철역이 들어선 뒤 역명이 더 유명해져서 주변 지역을 '틴하우'라고 부르게 되었다.
빅토리아 공원의 동쪽 방면에 놓여 있으며 북쪽으로는 시티코프 센터와 마주한다. 남쪽으로는 홍콩 중앙도서관과 린파궁 공원, 코즈웨이베이 체육장이 위치해 있다.

## 역사
틴하우역은 1967년 홍콩 정부의 대중교통 연구에서 설정된 지하철 노선 계획부터 등장하는 역이었다. 그러나 실질적으로 홍콩 지하철의 첫 기틀을 마련한 '초기 변형철도망' (Modified Initial System)에서는 빠졌는데 이는 실질적으로 홍콩섬 내 지하철역이 감중역과 차터역밖에 없었기 때문이다. 틴하우역은 1981년 공도선 공사가 시작되고 나서야 비로소 1차 개통구간의 역으로 포함되었으며 1985년 5월 31일 공도선 개통과 함께 영업에 들어갔다. 공사 과정에서 코즈웨이베이 치안판사 건물이 철거되고, 완자이 타워로 이전하였다.
2000년 항철공사는 30개 역에 승강장 스크린도어를 시범 도입하기로 결정하였는데 틴하우역도 그 중 하나였으며, 최종적으로 2006년에 설치가 마무리되었다.

## 역 구조
공도선이 지나가는 코즈웨이로와 헤네시로 지하 부지가 좁아 활용이 한정된 관계로, 틴하우역의 승강장 구조는 복층 구조가 되었다. 동쪽 방면 열차는 상층의 1번 승강장에 정차하며, 서쪽 방면 열차는 하층의 2번 승강장에 정차한다. 승강장 양층 위로 두 개 지하층이 더 있으며 여기에는 대합실과 개찰구, 가게, 그리고 A1출구, A2출구, B출구로 이어지는 지하보도가 들어서 있다.
| G         | 지상층                       | 출구, 대중교통 환승                     |
| -         | 지하통로                     | MTR 샵 출구 지하통로                    |
| L1        | 대합실                       | 고객센터                                |
| L1        | 대합실                       | 항셍은행, 자판기, ATM                   |
| L3 승강장 | 상대식 승강장, 왼쪽문 열림   | 상대식 승강장, 왼쪽문 열림              |
| L3 승강장 | 승강장 1                     | → 공도선 차이완 방면 (포트리스 힐) →    |
| L5 승강장 | 상대식 승강장, 오른쪽문 열림 | 상대식 승강장, 오른쪽문 열림            |
| L5 승강장 | 승강장 2                     | ← 공도선 케네디타운 방면 (코즈웨이베이) |

### 출구
- A1: 킹스로
- A2: 빅토리아 공원, 코즈웨이베이 상가
- B: 홍콩 중앙도서관[1]